# Autopista A-5R

## Orientación y localización
La Autopista  A-5R , es una autopista que en la actualidad realiza parte del enlace entre la  E-5   E-90   E-901   M-40  Autopista M-40 y la  E-90   A-5  Autovía de Extremadura perteneciente a la carretera de mismo nombre, la  N-V , y situada entre los municipios de Madrid y Alcorcón, al sur de Cuatro Vientos.

## Historia
Se construyó para ser el comienzo de la Autopista M-40 desde la Carretera de Extremadura, entonces aún señalizada como  N-V , al construirse el tramo entre el Nudo Supersur, Autovía de Andalucía y la mencionada carretera de Extremadura. Se inauguró el 29 de noviembre de 1990, como parte del tramo hasta el acceso ya existente a Mercamadrid desde la Autopista  A-3 .
El 13 de septiembre de 1994, se inauguró el tramo oeste de la Autopista M-40 hasta la Carretera de La Coruña, y este pequeño tramo de 2.800 metros, dejó de formar parte del tronco oficial de la M-40, y quedó como mera autopista de conexión, adquiriendo como primer identificador  A-5/1 . y siendo posteriormente modificado por el actual; el cual sólo se encuentra en los hitos kilométricos y no en la señalización de los pórticos debido principalmente, a la longitud del trazado. Su identificador lo adquirió como ramal de la Autovía de Extremadura.

## Salidas
En la actualidad las salidas están sin numerar tanto en las placas de los pórticos de señalización como en las placas de salida situadas en los vértices de estas.
| Elemento | Nombre de Salida (Sentido A-5)/Ver de arriba-abajo | Número de Salida | Nombre de Salida (Sentido M-40)/Ver de abajo-arriba | Carretera que enlaza |
| -------- | -------------------------------------------------- | ---------------- | --------------------------------------------------- | -------------------- |
|          | Autopista M-40                                     |                  | Autovía de Extremadura                              | M-40                 |
|          | Leganés Alcorcón (norte)                           | 2                | Leganés Alcorcón (norte)                            | M-406                |
|          | Madrid                                             | 2B               | -                                                   | E-90 A-5             |
|          | Autovía de Extremadura                             |                  | Autopista M-40                                      | A-5                  |